# Scooter Patrick

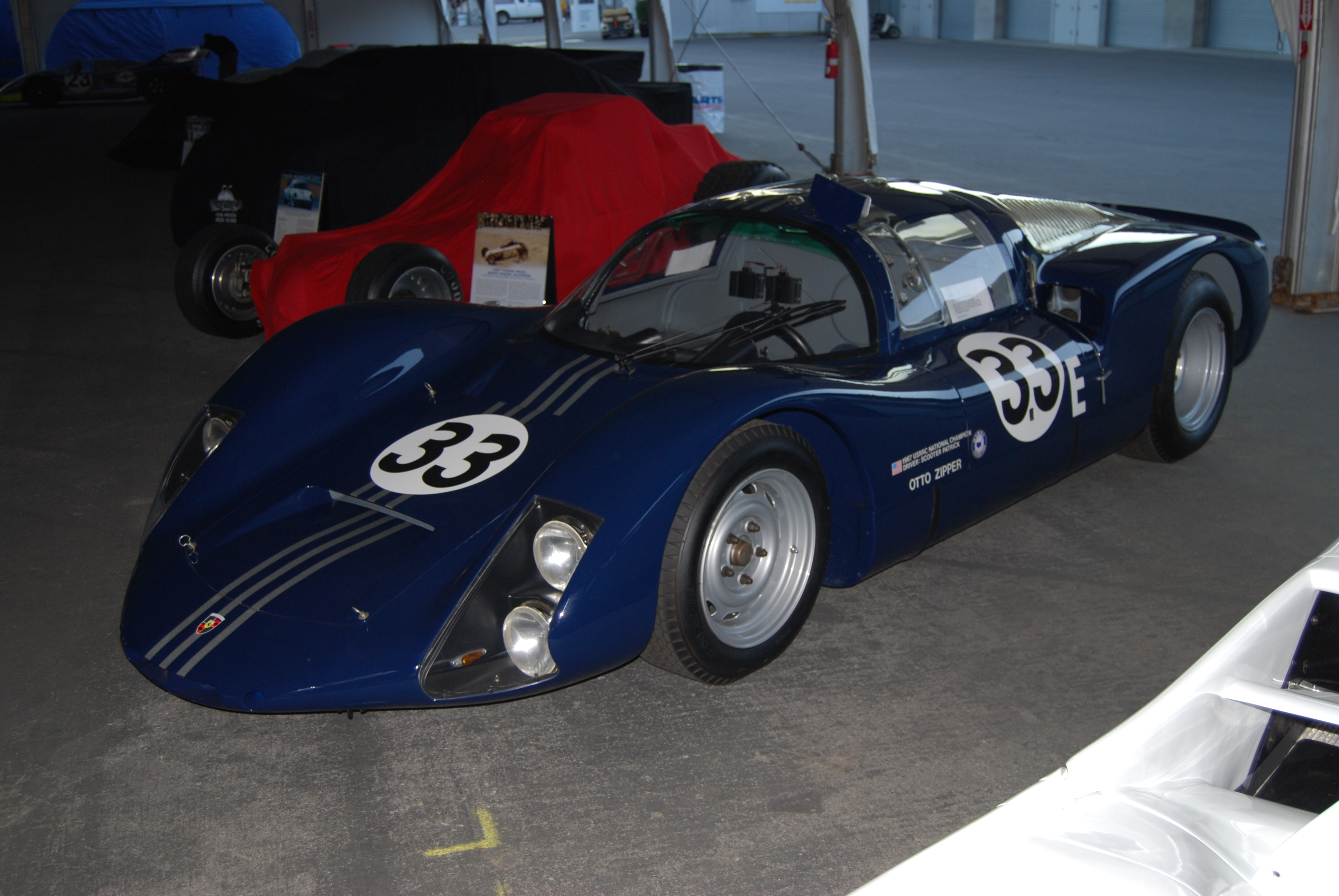
Der Otto Zipper Porsche 906E, mit dem Scooter Patrick Sportwagenrennen fuhr

Merlin Goodwin „Scooter“ Patrick (* 30. Dezember 1932 in Torrance; † 27. September 2016 in Kaysville) war ein US-amerikanischer Autorennfahrer.

## Karriere im Motorsport
Scooter Patrick begann seine Karriere in den späten 1950er-Jahren. 1957 gab er sein Debüt auf einem MGA bei einem Sportwagenrennen in Palm Springs. Eng verbunden war Patrick mit der Marke Porsche, mit deren Rennmodellen er die meisten seiner Renneinsätze im Sportwagensport bestritt. Seine erste Meisterschaft gewann er auf einem umgebauten Porsche 550 1961 in der Pacific-Coast-Serie der International Motor Sports Association.
1966 wurde er Werksfahrer bei Porsche. Gemeinsam mit Gerhard Mitter wurde er 1967  mit gleichzeitigem Klassensieg Gesamtdritter beim 12-Stunden-Rennen von Sebring. Für Porsche gewann er Ende der 1960er-Jahre mehrere nationale GT- und Sportwagen-Meisterschaften. Nach dem Ende der Zusammenarbeit mit Porsche nahm er 1968 ein Engagement beim US-amerikanischen Schauspieler James Garner an. Garner hatte nach einer Hauptrolle im Film Grand Prix von John Frankenheimer Interesse am Motorsport gefunden und ein eigenes Rennteam gegründet. Patrick fuhr den Garner-Lola T70 bei Sportwagenrennen und den Garner TS5 in der Formel A. 1968 lieferte er sich mit Partner Dave Jordan einen Duell um den Sieg mit zwei Werks-Porsche 907 in Sebring, fiel aber nach einem Zündungsschaden aus.
1974 wurde er auf einem McLaren M20 Gesamtdritter der Canadian-American Challenge Cup und war nach seinem Rücktritt als aktiver Fahrer bis ins hohe Alter gern gesehener Besucher bei vielen Motorsportveranstaltungen. Scooter Patrick war 44 Jahre mit seiner Frau Cathy verheiratet, hatte fünf Kinder und zwölf Enkelkinder.

## Statistik

### Le-Mans-Ergebnisse
| Jahr | Team                       | Fahrzeug    | Teamkollege  | Platzierung | Ausfallgrund |
| ---- | -------------------------- | ----------- | ------------ | ----------- | ------------ |
| 1968 | Porsche System Engineering | Porsche 908 | Joe Buzzetta | Ausfall     | Aufhängung   |

### Sebring-Ergebnisse
| Jahr | Team                               | Fahrzeug           | Teamkollege    | Platzierung            | Ausfallgrund    |
| ---- | ---------------------------------- | ------------------ | -------------- | ---------------------- | --------------- |
| 1965 | Precision Motors                   | Porsche 904 GTS    | Dave Jordan    | Rang 10                |                 |
| 1966 | Otto Zipper                        | Porsche 906        | Don Wester     | Ausfall                | Unfall          |
| 1967 | Porsche Auto                       | Porsche 910        | Gerhard Mitter | Rang 3 und Klassensieg |                 |
| 1968 | American International             | Lola T70 Mk.III GT | Dave Jordan    | Ausfall                | Zylinderschaden |
| 1969 | American International Racing Inc. | Lola T70 Mk.III GT | Dave Jordan    | Ausfall                | Motor überhitzt |

### Einzelergebnisse in der Sportwagen-Weltmeisterschaft
| Saison | Team                    | Rennwagen                               | 1   | 2   | 3   | 4   | 5   | 6   | 7   | 8   | 9   | 10  | 11  | 12  | 13  | 14  | 15  | 16  | 17  | 18  | 19  | 20  |
| ------ | ----------------------- | --------------------------------------- | --- | --- | --- | --- | --- | --- | --- | --- | --- | --- | --- | --- | --- | --- | --- | --- | --- | --- | --- | --- |
| 1965   | Precision Motors        | Porsche 904                             | DAY | SEB | BOL | MON | MON | RTT | TAR | SPA | NÜR | MUG | ROS | LEM | REI | BOZ | FRE | CCE | OVI | NÜR | BRI | BRI |
| 1965   | Precision Motors        | Porsche 904                             | 10  |     |     |     |     |     |     |     |     |     |     |     |     |     |     |     |     |     |     |     |
| 1966   | Otto Zipper             | Porsche 906                             | DAY | SEB | MON | TAR | SPA | NÜR | LEM | MUG | CCE | HOK | SIM | NÜR | ZEL |     |     |     |     |     |     |     |
| 1966   | Otto Zipper             | Porsche 906                             | DNF |     |     |     |     |     |     |     |     |     |     |     |     |     |     |     |     |     |     |     |
| 1967   | Porsche                 | Porsche 910                             | DAY | SEB | MON | SPA | TAR | NÜR | LEM | HOK | MUG | BRH | CCE | ZEL | OVI | NÜR |     |     |     |     |     |     |
| 1967   | Porsche                 | Porsche 910                             | 3   |     |     |     |     |     |     |     |     |     |     |     |     |     |     |     |     |     |     |     |
| 1968   | American Racing Porsche | Chevrolet Corvette Lola T70 Porsche 908 | DAY | SEB | BRH | MON | TAR | NÜR | SPA | WAT | ZEL | LEM |     |     |     |     |     |     |     |     |     |     |
| 1968   | American Racing Porsche | Chevrolet Corvette Lola T70 Porsche 908 | 29  | DNF |     |     |     |     |     | DNF |     | DNF |     |     |     |     |     |     |     |     |     |     |
| 1969   | American Racing         | Lola T70                                | DAY | SEB | BRH | MON | TAR | SPA | NÜR | LEM | WAT | ZEL |     |     |     |     |     |     |     |     |     |     |
| 1969   | American Racing         | Lola T70                                | 7   | DNF |     |     |     |     |     |     |     |     |     |     |     |     |     |     |     |     |     |     |
| 1972   | Zipper Racing           | Alfa Romeo T33                          | BUA | DAY | SEB | BRH | MON | SPA | TAR | NÜR | LEM | ZEL | WAT |     |     |     |     |     |     |     |     |     |
| 1972   | Zipper Racing           | Alfa Romeo T33                          |     |     |     |     |     |     |     | DNF |     |     |     |     |     |     |     |     |     |     |     |     |
| 1974   | Aase Brothers           | Porsche 908                             | MON | SPA | NÜR | IMO | LEM | ZEL | WAT | LEC | BRH | KYA |     |     |     |     |     |     |     |     |     |     |
| 1974   | Aase Brothers           | Porsche 908                             |     |     |     | DNF |     |     |     |     |     |     |     |     |     |     |     |     |     |     |     |     |